# ان‌بی‌ای ۲کی۱۳
ان‌بی‌ای ۲کی۱۳ (به انگلیسی: NBA 2K13) یک بازی ویدئویی بسکتبال در سال ۲۰۱۲ است که توسط استودیوی ویژوال کانسپتس توسعه یافته و شرکت ۲کی آن را منتشر کرده است. این بازی در اکتبر ۲۰۱۲ برای پلتفرم‌های اندروید، آی‌اواس، ویندوز، پلی‌استیشن ۳، پلی‌استیشن همراه، وی و ایکس‌باکس ۳۶۰ عرضه شد. نسخه‌ای نیز برای کنسول وی یو به‌عنوان لانچ تایتل در آمریکای شمالی منتشر شد و نسخه مناطق پال در دسامبر همان سال عرضه گردید. بلیک گریفین از لس آنجلس کلیپرز، کوین دورانت از اکلاهما سیتی تاندر و دریک رز از شیکاگو بولز بازیکنان روی جلد این نسخه هستند که همگی در حال انجام اسلم دانک نشان داده شده‌اند.
ان‌بی‌ای ۲کی۱۳ دنباله نسخه ان‌بی‌ای ۲کی۱۲ در مجموعه بازی‌های ان‌بی‌ای ۲کی محسوب می‌شود. این بازی چهاردهمین نسخه از سری است و جی-زی به‌عنوان تهیه‌کننده اجرایی در طراحی بازی و انتخاب موسیقی‌های آن نقش مستقیم داشت.
این نسخه چهارمین و آخرین بازی ان‌بی‌ای ۲کی است که برای کنسول‌های وی و PSP منتشر شد و تنها نسخه قابل اجرا روی وی یو محسوب می‌شود.

## توسعه
در اواسط ژوئن ۲۰۱۲، ۲کی اسپورتس کمپین تبلیغاتی «جلد را کشف کن» را راه‌اندازی کرد که طی آن با افزایش توئیت‌های حاوی هشتگ NBA2K13، سرنخ‌هایی دربارهٔ ورزشکاران روی جلد بازی فاش می‌شد. همچنین، قابلیت سازگاری بازی با کینکت برای کنسول ایکس‌باکس ۳۶۰ اعلام شد. دو اسطوره از نسخه قبلی، ان‌بی‌ای ۲کی۱۲، جولیوس اروینگ و کریم عبدالجبار حذف شدند. در ۳ مه ۲۰۱۲، ۲کی اسپورتس اعلام کرد که به عنوان هدیه پیش‌خرید، محتوای قابل دانلود آل-استار ویکند شامل مسابقه اسلم دانک، مسابقه پرتاب سه‌امتیازی، چالش ستاره‌های نوظهور و بازی آل-استار ان‌بی‌ای ارائه می‌شود. همچنین ابزار طراحی کفش به بازی افزوده شد که امکان ساخت و ویرایش کفش با برندهای نایکی، جردن، آدیداس، اسپالدینگ، ریباک، کانورس، آندر آرمور و همچنین مدل‌های جنریک/ساده را فراهم می‌کرد.
جی-زی، خواننده رپ، به عنوان تهیه‌کننده اجرایی این بازی فعالیت داشته است. ایدهٔ حضور همزمان تیم‌های ملی بسکتبال مردان آمریکا در سال‌های ۱۹۹۲ و ۲۰۱۲ در بازی نیز از سوی او ارائه شد. علاوه بر این، او در اینتروداکشن بازی ظاهر شد، انتخاب ترانه‌های موسیقی متن بازی را بر عهده داشت و در طراحی منوهای درون بازی و سایر المان‌های بصری مشارکت کرد.
در ابتدا، اسکاتی پیپن به دلیل عدم امکان استفاده از تصویرش، از بازی کنار گذاشته شد. با این حال، پس از ناامیدی گسترده هواداران از غیبت او، به فهرست تیمش اضافه شد.
موسیقی متن بازی در اوت ۲۰۱۲ معرفی شد که شامل آثار جی-زی و هنرمندانی مانند ناس، کانیه وست و یوتو بود.

## موسیقی متن
ان‌بی‌ای ۲کی۱۳ برای موسیقی متن خود که توسط جی-زی انتخاب و تهیه شده بود، مورد ستایش منتقدین قرار گرفت.
گیم‌کور از طریق سی‌بی‌اس نوشت: «سهم جی-زی غیرقابل انکار است. موسیقی متن به سادگی بهترین مجموعه هیپ‌هاپ تاریخ بازی‌های ورزشی است که تاکنون ساخته شده.»
بیلبورد از ۲کی به خاطر آوردن هنرمندان مختلف به موسیقی متن بازی تقدیر کرد. از ایندی راک (فینیکس، درتی پروجکترز) گرفته تا موسیقی الکترو (دفت پانک، ژوستیس) و هیپ‌هاپ، با کلاسیک‌هایی مثل «دنیا از آنِ توست» از ناس و «شوخی نیستم» از اِریک بی و راکیم که در کنار شماری از مشهورترین آثار جی-زی قرار گرفته‌اند.

## بازخورد
| گردآورنده | امتیاز                                                            |
| --------- | ----------------------------------------------------------------- |
| متاکریتیک | (PC) ۹۰/۱۰۰ (PS3) ۹۰/۱۰۰ (X360) ۸۸/۱۰۰ (WIIU) ۸۵/۱۰۰ (iOS) ۶۴/۱۰۰ |

| ناشر                     | امتیاز          |
| ------------------------ | --------------- |
| گیم اینفورمر             | ۸٫۷۵/۱۰         |
| گیم رولیشن               | [ ۱۶ ]          |
| گیم‌اسپات                 | ۹/۱۰            |
| گیمز ریدار+              | (X360) · (WIIU) |
| گیم‌تریلرز                | ۹٫۱/۱۰          |
| جاینت بامب               | [ ۲۱ ]          |
| آی‌جی‌ان                   | ۹٫۱/۱۰          |
| جویستیک                  | ۷/۱۰            |
| نینتندو لایف             | (WIIU)          |
| پی‌سی گیمر (ایالات متحده) | ۹۱/۱۰۰          |

ان‌بی‌ای ۲کی۱۳ به‌طور کلی با نقدهای مثبت مواجه شد و امتیاز متاکریتیک ۸۸ از ۱۰۰ را به دست آورد. آی‌جی‌ان نمره ۹٫۱ از ۱۰ را به این بازی داد و نوشت: «حتی وقتی بازیکن مسیر باز و بدون مانعی به سمت سبد دارد، ۲کی۱۳ یک دانک فوق‌العاده تمام را به نمایش می‌گذارد با نسخه امسال.» و اینکه «این بازی بی‌تردید بهترین بازی بسکتبالی است که وجود دارد و شاید حتی بهترین بازی ورزشی ساخته شده تا امروز باشد. تمام.» گیم‌اسپات نیز نمره ۹ از ۱۰ را به ان‌بی‌ای ۲کی۱۳ اختصاص داد و گفت: «واقع‌گرایی ارتقایافته و سیستم کنترل جدید باعث شده‌اند که ان‌بی‌ای ۲کی۱۳ بازآفرینی فوق‌العاده‌ای از بسکتبال حرفه‌ای باشد.» گیم رولیشن نیز با امتیاز ۹ از ۱۰ عنوان کرد: «شکی نیست که ان‌بی‌ای ۲کی۱۳ جزو بازی‌های ماندگار است. بدون هیچ رقیب واقعی، هیچ محدودیتی برای موفقیت آن وجود ندارد. اگر هنوز این بازی را تهیه نکرده‌اید، واقعاً چیزی را از دست داده‌اید. شاید هیچ‌وقت نتوانم با اطمینان بگویم یک بازی ارزش ۶۰ دلار را دارد، اما این یکی ارزشش حتی بیشتر هم هست.» همچنین گیم‌تریلرز به بازی نمره ۹٫۱ از ۱۰ داد.
برخلاف نقدهای عمدتاً مثبت، جویستیک و گیمزرادار نسبت به ان‌بی‌ای ۲کی۱۳ نظراتی متوسط ارائه کردند. هر دو نشریه تجربه داخل زمین بازی را ستایش کردند، اما از مودهای بازی انتقاد داشتند. جویستیک مودهای My Career و My Team را «بی‌روح و فاقد نوآوری» توصیف کرد، و گیمزرادار نیز از حذف مودهای Jordan Challenge و Greatest Challenge که در نسخه‌های قبلی وجود داشت، ابراز نارضایتی کرد.
در شانزدهمین دوره جوایز سالانه DICE، فرهنگستان هنر و علوم تعاملی، ان‌بی‌ای ۲کی۱۳ را به عنوان «بازی ورزشی سال» نامزد کرد.